# Franz Chalaupka

Das Seegefecht bei Helgoland, 1895

Franz Chalaupka (* 1856 in Semlin; † 6. Juni 1921 in Graz) war ein österreichischer Maler und Offizier.

## Leben
Chalaupka war Oberstleutnant der k.u.k. Armee als er in den Ruhestand ging. Von da an widmete er sich ganz der Kunst, wobei der kunsthistorischen Forschung noch unbekannt ist, ob er sich diese Kenntnisse akademisch oder autodidaktisch aneignete. 1901 wurde Chalaupka als Mitglied des Vereins bildender Künstler der Steiermark genannt. Tätig war er bis zu seinem Lebensende in Graz, seine bevorzugten Motive waren aus dem Bereich der Marinemalerei.

## Werke (Auswahl)
- Das Seegefecht bei Helgoland, signiert und datiert 1895. Öl auf Leinwand, ca. 80 × 120 cm, Heeresgeschichtliches Museum Wien[2]